# Taigyaku Jiken

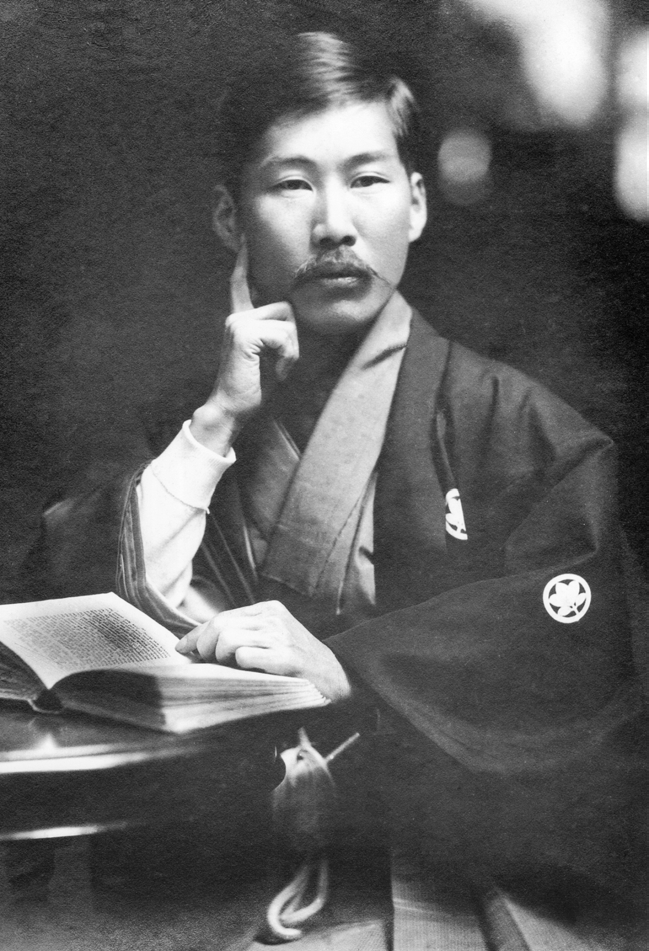
Kōtoku Shūsui

Der Taigyaku Jiken (jap. 大逆事件, dt. „Hochverratsaffäre“), auch bekannt als Kōtoku Jiken (幸徳事件, dt. „Kōtoku-Affäre“), war ein sozialistisch-anarchistischer Plan, 1910 den japanischen Tennō Meiji bei einem Attentat zu töten. Er führte 1911 zu Massenverhaftungen von Linken und der Hinrichtung von 12 mutmaßlichen Verschwörern.

## Ablauf
Am 20. Mai 1910 durchsuchte die Polizei die Wohnung von Miyashita Takichi (宮下 太吉; 1875–1911), einem Sägewerksangestellten aus der Präfektur Nagano, und fand verschiedene Gegenstände, mit denen sich Bomben bauen ließen. Weiterführende Ermittlungen führten zur Festnahme seiner Komplizen Nitta Tōru (新田 融; 1880–1911), Niimura Tadao (新村 忠; 1887–1911), Furukawa Rikisaku (古河 力作; 1884–1911) und Kōtoku Shūsui (1871–1911) sowie seiner früheren Lebensgefährtin, der feministischen Autorin Kanno Sugako (管野 スガ), die schon beim Vorfall der roten Flagge (赤旗事件, akahata jiken) angeklagt, aber freigesprochen worden war. Durch Verhöre erfuhr die Polizei von dem, was die Ankläger als eine landesweite Verschwörung gegen die japanische Monarchie bezeichneten.
Während der weiteren Ermittlungen wurden viele bekannte Linke im ganzen Land verhört. 25 Männer und eine Frau wurden angeklagt, Artikel 73 des Strafgesetzbuches verletzt zu haben (Schaden oder versuchter Schaden des Kaisers oder eines Mitglieds der kaiserlichen Familie). Die Verhandlungen waren nicht öffentlich und Hiranuma Kiichirō vertrat die Anklage.
Während die Beweislage gegen die fünf Hauptangeklagten eindeutig war, war sie bei den restlichen 21 Angeklagten eher schlecht. Trotzdem wurden 24 der 26 Angeklagten zum Tode durch den Strang verurteilt, während die anderen beiden Gefängnisstrafen von acht und elf Jahren für das Verletzen der Verordnungen über den Umgang mit Sprengstoff erhielten.
Von den 24 Todesurteilen wurden zwölf am folgenden Tag in lebenslange Haft umgewandelt. Von den restlichen zwölf wurden elf am 24. Januar 1911 vollstreckt, unter ihnen das gegen den bekannten Anarchisten Kōtoku Shūsui, den Zen-Priester Uchiyama Gudō, den Arzt Ōishi Senosuke (大石 誠之助) und Okumiya Kenshi. Als letzte wurde Kanno Sugako am folgenden Tag hingerichtet.
Der Vorfall wurde von den Behörden als Vorwand genommen, viele Dissidenten zu verhaften. Nur fünf oder sechs der Verhafteten, die beschuldigt wurden, hatten wirklich etwas mit dem geplanten Attentat auf den Tennō zu tun. Selbst der Hauptangeklagte Kōtoku Shūsui hatte seit den frühesten Planungen nichts mehr mit der Anschlagsplanung zu tun, seine große Bekanntheit machte ihn aber zur Hauptfigur der Anklage.
Die Hochverratsaffäre stand in indirektem Zusammenhang mit dem Vorfall der roten Flagge von 1908. Während der Hochverratsaffäre wurden schon nach diesem Vorfall inhaftierte Anarchisten wie Ōsugi Sakae, Arahata Kanson (荒畑 寒村), Sakai Toshihiko (堺 利彦) und Yamakawa Hitoshi (山川 均) nach einer möglichen Beteiligung befragt. Dass viele von ihnen schon im Gefängnis waren, schützte sie vor höheren Strafen.
Die Hochverratsaffäre führte zu einer Veränderung innerhalb der Oberschicht der späten Meiji-Zeit hin zu stärkerer Kontrolle und Unterdrückung von als gefährlich erachteten Ideologien. Sie war direkt für die Gründung des Tokubetsu Kōtō Keisatsu und den Erlass des Gesetzes zur Aufrechterhaltung der öffentlichen Sicherheit verantwortlich.
Ein Ersuchen auf Rehabilitation der Verurteilten nach dem Zweiten Weltkrieg wurde 1967 vom Obersten Gerichtshof abgelehnt.
Anlässlich ihres 100. Jahrestages ist die Hochverratsaffäre in Japan Gegenstand eines Dokumentarfilmes geworden, der 2012 unter dem Titel „Der Widerhall von 100 Jahren – die Hochverratsaffäre ist lebendig“ (Hyakunen no kodama – taigyaku jiken wa ikite iru - 100年の谺ー大逆事件は生きている) veröffentlicht worden ist.